# Los abrazos rotos
Los abrazos rotos é o título de um filme espanhol escrito e dirigido por Pedro Almodóvar e estreado em Espanha a 18 de março de 2009.
A rodagem do filme, o décimo sétimo na filmografia do director manchego, começou em finais de maio e finalizou no início de setembro de 2008. É mais um longa-metragem da carreira de Almodóvar que marca a parceria com a atriz espanhola Penélope Cruz.
Inspirado na escuridão e numa foto de um casal que Almodóvar tirou na praia de El Golfo em Lanzarote em fins da década de 1990, o filme serve como homenagem ao processo de filmagem, ao cinema e a vários de seus gêneros. Existe um filme dentro de um filme, recurso que o diretor já utilizara em Mujeres al borde de un ataque de nervios de 1988. A narrativa aborda ainda temas diversos como voyeurismo, repressão psicológica, prostituição, morte, vingança, obsessão, doença e drogas.
Foi um dos filmes que abriram a fase competitiva do Festival de Cannes de 2009. No mesmo ano, foi indicado para melhor filme estrangeiro pela British Academy Film Awards e pelo Globo de Ouro.

## Elenco
- Penélope Cruz...Magdalena "Lena" Rivas
- Blanca Portillo...Judit
- Lluís Homar...Mateo Blanco / Harry Caine
- Lola Dueñas...Leitora labial
- Ángela Molina...Senhora Rivas
- Rossy de Palma...Julieta
- José Luis Gómez...Ernesto Martel
- Tamar Novas...Diego
- Rubén Ochandiano...Ray X / Ernesto Martel, Jr.
- Chus Lampreave...zeladora
- Kiti Mánver...Madame Mylene
- Mariola Fuentes...Edurne
- Carmen Machi...Chon
- Kira Miró...Modelo
- Alejo Sauras...Álex

## Sinopse
"Harry Caine" é um escritor cego que é ajudado pela agente Judit e o filho dela, Diego. Harry fica sabendo que o poderoso Ernesto Martel morreu ao mesmo tempo que recebe proposta para escrever um roteiro do jovem diretor iniciante Ray X. Harry e Judit percebem que Ray X é na verdade, Ernesto, Jr, filho de Ernesto Martel. Diego quer saber porque a mãe e Harry ficaram apreensivos com a visita de Ernesto Jr. Então, o escritor começa a contar fatos do passado (mostrados em flashback) que o envolve e a Judit com Martel e a antiga amante do milionário, Magdalena.
Em 1994 Harry, que então enxergava e usava seu nome verdadeiro de Mateo Blanco, fora o diretor do filme  Chicas y maletas produzido por Martel e protagonizado por Magdalena que morava com o milionário. Harry (Mateo) e Magdalena iniciaram um romance tórrido durante as filmagens, o que provocou a fúria vingativa do obcecado Ernesto que passa a perseguir o casal.

## Prêmios e festivais

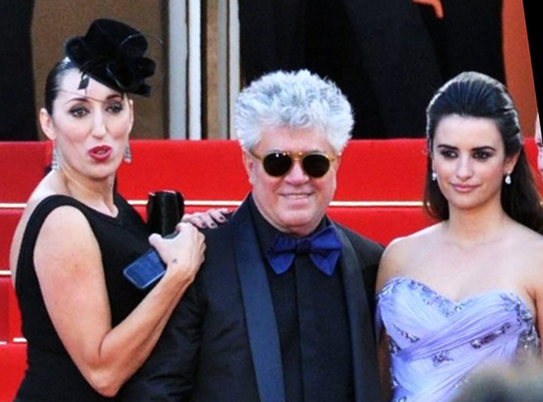
Pedro Almodóvar ao lado das atrizes Rossy de Palma e Penélope Cruz ao participarem do Festival de Cannes de 2009

| Prêmio                                               | Categoria                                | Nome                              | Resultado |
| ---------------------------------------------------- | ---------------------------------------- | --------------------------------- | --------- |
| British Academy Film Awards                          | Prêmio BAFTA de Melhor Filme Estrangeiro | Agustín Almodóvar Pedro Almodóvar | Indicado  |
| Festival de Cannes                                   | Palma de Ouro                            | Pedro Almodóvar                   | Indicado  |
| Cinema Writers Circle Awards                         | Melhor atriz                             | Penélope Cruz                     | Indicado  |
| Cinema Writers Circle Awards                         | Melhor fotografia                        | Rodrigo Prieto                    | Indicado  |
| Cinema Writers Circle Awards                         | Melhor roteiro original                  | Pedro Almodóvar                   | Indicado  |
| Cinema Writers Circle Awards                         | Melhor atriz coadjuvante                 | Blanca Portillo                   | Indicado  |
| Critics' Choice Movie Awards                         | Melhor filme estrangeiro                 | —                                 | Venceu    |
| Dallas-Fort Worth Film Critics Association Awards    | Melhor filme estrangeiro                 | —                                 | Indicado  |
| Prêmio do cinema europeu                             | Melhor atriz                             | Penélope Cruz                     | Indicado  |
| Prêmio do cinema europeu                             | Melhor compositor                        | Alberto Iglesias                  | Venceu    |
| Prêmio do cinema europeu                             | Melhor diretor                           | Pedro Almodóvar                   | Indicado  |
| Prêmio do cinema europeu                             | Escolha popular para melhor filme        | Pedro Almodóvar                   | Indicado  |
| Globo de Ouro                                        | Melhor filme estrangeiro                 | —                                 | Indicado  |
| Goya Awards                                          | Melhor atriz                             | —                                 | Indicado  |
| Goya Awards                                          | Melhor figurino                          | Sonia Grande                      | Indicado  |
| Goya Awards                                          | Melhor maquiagem e penteados             | Massimo Gattabrusi Ana Lozano     | Indicado  |
| Goya Awards                                          | Melhor trilha sonora original            | Alberto Iglesias                  | Venceu    |
| Goya Awards                                          | Melhor roteiro original                  | Pedro Almodóvar                   | Indicado  |
| Irish Film & Television Awards                       | Melhor atriz internacional               | Penélope Cruz                     | Indicado  |
| New York Film Critics Circle Awards                  | Melhor filme estrangeiro                 | —                                 | Indicado  |
| Online Film Critics Society Awards                   | Melhor filme estrangeiro                 | —                                 | Indicado  |
| Phoenix Film Critics Society Awards                  | Melhor filme estrangeiro                 | —                                 | Venceu    |
| Satellite Awards                                     | Melhor filme estrangeiro                 | —                                 | Venceu    |
| Satellite Awards                                     | Melhor atriz                             | Penélope Cruz                     | Indicado  |
| Associação de Críticos de Cinema da Argentina        | Melhor filme estrangeiro                 | Pedro Almodóvar                   | Indicado  |
| Spanish Actors Union Awards                          | Melhor Performance feminina              | Penélope Cruz                     | Indicado  |
| Spanish Actors Union Awards                          | Melhor Performance Masculina             | Lluís Homar                       | Indicado  |
| Spanish Actors Union Awards                          | Melhor Performance Feminina Coadjuvante  | Lola Dueñas                       | Indicado  |
| Spanish Actors Union Awards                          | Melhor coadjuvante feminina              | Blanca Portillo                   | Indicado  |
| Spanish Actors Union Awards                          | Melhor coadjuvante masculino             | José Luis Gómez                   | Indicado  |
| Festival Internacional de Cinema de São Paulo        | Melhor filme estrangeiro                 | Pedro Almodóvar                   | Venceu    |
| Vancouver Film Critics Circle Awards                 | Melhor Filme Estrangeiro                 | —                                 | Indicado  |
| Washington D.C. Area Film Critics Association Awards | Melhor filme estrangeiro                 | —                                 | Indicado  |